# چاه جملی
چاه جملی روستایی در دهستان نیمبلوک بخش نیمبلوک شهرستان قائنات استان خراسان جنوبی ایران است. بر پایه سرشماری عمومی نفوس و مسکن در سال ۱۳۹۰ جمعیت این روستا ۵۶ نفر (در ۱۶ خانوار) بوده‌است.